# Moho Tani

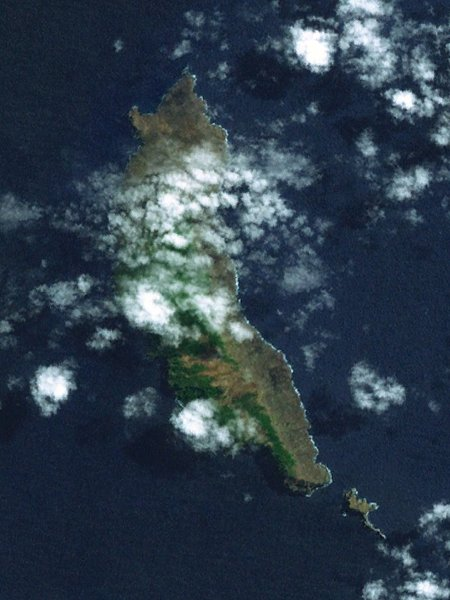
Satellietfoto

Moho Tani (ook wel Molopu genoemd) is een klein, onbewoond eiland in de Stille Oceaan dat deel uitmaakt van de Marquesaseilanden, Frans-Polynesië. Het ligt 17 kilometer ten zuidoosten van Hiva Oa en 21 kilometer oostelijk van Tahuata. Het hoogste punt van het eiland is 520 meter. Moho Tani werd in 1592 ontdekt door de Spaanse zeevaarder Álvaro de Mendaña de Neira. Sinds 1992 is het eiland een natuurreservaat.
Noordelijke groep:
Eiao ·
Hatutu ·
Motu Iti ·
Motu One ·
Nuku Hiva ·
Ua Huka ·
Ua Pou
Zuidelijke groep:
Fatu Hiva ·
Fatu Huku ·
Hiva Oa ·
Moho Tani ·
Motu Nao ·
Tahuata